# أركميت

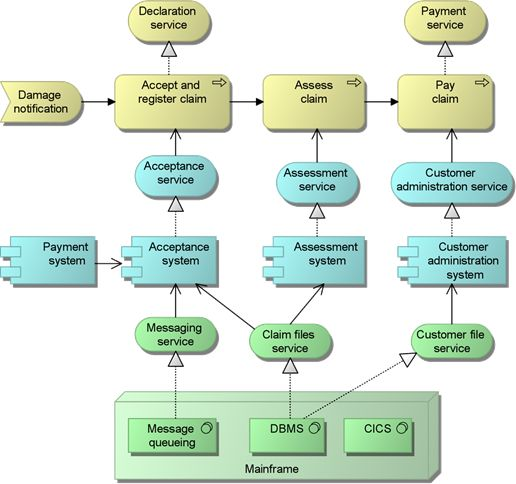

أركميت (بالإنجليزية: Archimate) هي معيار لـلمجموعة المفتوحة ، لغة نمذجة مفتوحة ومستقلة لمعمارية أنظمة المؤسسات، وهي مقبولة ومستعملة من قِبل الشركات البائعة للبرمجيات والشركات الإستشارية المختلفة في مجال المعلوماتية. توفر مواصفات أركميت أدوات لتمكين مهندسي معمارية المؤسسات من وصف العلاقات بين مجالات الأعمال وتحليلها وتصورها بطريقة لا لبس فيها.
تمامًا كما يصف الرسم المعماري في هندسة المباني الكلاسيكية الجوانب المختلفة لبناء ما وكيفية استخدام المبنى ، تحدد مواصفات أركميت لغة موحدة لوصف بناء وتشغيل وترابط العمليات التجارية، والهياكل التنظيمية، وطرق تدفق المعلومات، وأنظمة تكنولوجيا المعلومات، والبنية التحتية للتقنيات المستعملة. تساعد هذه الرؤية الجهات الفاعلة على تصميم وتقييم وإبلاغ نتائج القرارات والتغييرات داخل هذه المجالات التجارية وكذلك فيما بينها.

## وصلات خارجية
نظرة عامة عن أركميت من موقع المجموعة المفتوحة.